# Sławomir Busch
Sławomir Busch (Nowy Tomyśl, 3 de março de 1990) é um voleibolista profissional polonês, jogador posição ponta. 

## Títulos
Clubes
Campeonato Polonês Masculino Sub-19:
- 2015

Campeonato Polonês de :
- 2018
- 2016

Seleção principal
Campeonato Europeu Masculino Sub-21:
- 2016[2]

## Premiações individuais
- 2015: Melhor ponteiro Campeonato Polonês Masculino Sub-19